# Bogandinski
Bogandinski (russisch Богандинский) ist eine Siedlung im Südwesten der Oblast Tjumen (Russland), knapp 40 Kilometer südöstlich des Zentrums ihrer Hauptstadt Tjumen. Sie hat 9894 Einwohner (Stand 14. Oktober 2010).

## Geschichte
Mit dem Bau des Abschnittes der Transsibirischen Eisenbahn von Tjumen nach Omsk wurde 1913 die Bahnstation Bogandinskaja errichtet, benannt nach dem in die einige Kilometer nördlich fließende Pyschma mündenden Bach Boganda und dem unweit gelegenen See Bogandinskoje.
Noch zehn Jahre später gab es in der bei der Station entstandenen Siedlung nur sieben Wohnhäuser mit insgesamt 54 Einwohnern. 1925 wurde eine Grundschule eingerichtet. Um 1930 wurde Bogandinski Verwaltungssitz der umliegenden Kolchosen. In den 1940er-Jahren kamen Zuwanderer aus der Ukraine, die im Krieg vor der heranrückenden deutschen Wehrmacht geflohen waren. In dieser Zeit entstand neben einer Ziegelei auch eine Fabrik für Bahnschwellen. 1960 ließ sich ein großer Bullen-Mastbetrieb nieder.
In den frühen 1960er-Jahren wurde westlich des Ortes ein umfangreiches Raketenlager mit Bahnanschluss eingerichtet. Von 1967 bis 2009 besaß der Ort den Status einer Siedlung städtischen Typs. Im Rahmen der jüngsten Verwaltungsreform wurde Bogandinski wieder ländliche Siedlung als einzige Ortschaft der gleichnamigen Landgemeinde (Selskoje posselenije).

### Bevölkerungsentwicklung
| Jahr | Einwohner |
| ---- | --------- |
| 1970 | 4762      |
| 1979 | 6598      |
| 1989 | 8829      |
| 2002 | 9647      |
| 2010 | 9894      |

Anmerkung: Volkszählungsdaten

## Wirtschaft  und Infrastruktur
Der Ort lebt von der Backstein-Herstellung und von einer Erdölraffinerie des Lukoil-Konzerns. Außerdem gibt es hier Nahrungsmittelproduktion, insbesondere Milch- und Fleischherstellung.
Durch den Ort führen die Transsibirische Eisenbahn (Stationsname Bogandinskaja; Streckenkilometer 2176 ab Moskau) sowie die der Bahnstrecke von Tjumen über Jalutorowsk und Ischim nach Omsk folgende Föderale Straße R402.